# Učka-Tunnel
Der Učka-Tunnel (ausgesprochen Utschka) ist ein mautpflichtiger Straßentunnel in Kroatien und die kürzeste Straßenverbindung von Rijeka durch das Učka-Gebirge nach Istrien. Verwaltet wird der Tunnel von der privaten Betreibergesellschaft Bina-Istra. Er liegt an der Autobahn A8 (Kanfanar – Rijeka), einer oft von Urlaubern genutzten Strecke. In der Hauptsaison fahren bis zu 6674 Fahrzeuge pro Tag durch den Tunnel. Nach dem Mala-Kapela-Tunnel und dem Sveti Rok-Tunnel ist er mit 5062 Metern der drittlängste Tunnel des Landes. 
Die Inbetriebnahme des Tunnels erfolgte im Jahr 1981. Das Höhenniveau der Portale liegt bei rund 495 Metern Seehöhe. 
Im europäischen ADAC-Straßentunneltest 2004 schnitt der Tunnel am schlechtesten mit der Note „mangelhaft“ ab. Dies lag vor allem am schadhaften Fahrbahnbelag und der unzureichenden Ausstattung mit Rettungswegen. 2005 wurde die Fahrbahn im Tunnel erneuert. Des Weiteren sollten spezielle Lüftungseinrichtungen für den Brandfall eingeführt werden. 
2012 hat der Betreiber zwei Fahrzeuge von Ziegler erhalten, welche bis zu 12 Personen retten und mit einem Elektromotor in zwei Richtungen fahren können.
Im europäischen ADAC-Straßentunneltest 2020, der aus Anlass einer abgelaufenen Frist der Europäischen Union für die Sanierungen und Nachbesserungen europäischer Tunnel vorgenommen wurde, fiel der Učka-Tunnel als zweitschlechtester Tunnel erneut durch. Kritisiert wurden unter anderem der zu große Abstand zwischen vorhandenen Pannenbuchten, sowie fehlende Notausgänge, Lautsprecher und fehlende externen Zugänge für die Rettungskräfte. Zudem sei es verwirrend, dass die Anzahl der Fahrstreifen vor und im Tunnel nicht gleich ist.
2020 wurde mit dem Bau der zweiten Röhre begonnen, der Durchbruch war 2023. Sie wurde am 13. September 2024 in Betrieb genommen.